# فوروارد (ترانه)
«فوروارد» (انگلیسی: Forward) ترانه‌ای است که توسط خواننده آمریکایی بیانسه برای ششمین آلبوم استودیویی‌اش لیموناد (۲۰۱۶) ضبط شده‌است. این ترانه توسط بیانسه و جیمز بیلک که همچنین در ترانه حضور دارد، نوشته شده‌است. موزیک ویدئو این ترانه بخشی از یک فیلم یک ساعته با همان عنوان آلبوم است که در اصل از شبکه اچ‌بی‌او پخش شد.
پس از انتشار آلبوم، «فوروارد» وارد جدول‌های فروش ایالات متحده، پادشاهی متحده و اسکاتلند شد. این ترانه ۵۴مین ورودی بیانسه در جدول ۱۰۰ آهنگ داغ بیلبورد است و به رتبهٔ ۶۳ رسید.

## جدول‌ها
| جدول (۲۰۱۶)                                         | بالاترین موقعیت |
| --------------------------------------------------- | --------------- |
| تک‌آهنگ‌های استرالیا (ای‌آرآی‌ای)                       | ۲۰              |
| France (سندیکای ملی انتشارات صوتی‌تصویری)            | ۱۵۰             |
| اسکاتلند (اوسی‌سی)                                   | ۹۱              |
| تک‌آهنگ‌های بریتانیا (اوسی‌سی)                         | ۸۵              |
| آراندبی/هیپ هاپ بریتانیا (اوسی‌سی)                   | ۳۲              |
| ۱۰۰ آهنگ داغ بیلبورد ایالات متحده                   | ۶۳              |
| ترانه‌های داغ آراندبی/هیپ-هاپ ایالات متحده (بیلبورد) | ۳۰              |